# Coralville (Iowa)
Coralville es una ciudad situada en el condado de Johnson, en el estado de Iowa, Estados Unidos. Es un suburbio de la ciudad de Iowa y parte del Área Estadística Metropolitana de la Ciudad de Iowa. Según el censo de 2010 tenía una población de 18.907 habitantes.

## Historia
En Coralville se encuentra el yacimiento arqueológico de Edgewater Park, que sigue el recorrido del río Iowa y tiene una antigüedad de unos 3.800 años. Además, Edgewater es la zona más antigua de Iowa donde se han encontrado indicios de la domesticación de las plantas.
Coralville se declaró ciudad el 1 de junio de 1857. Su nombre se debe a los fósiles encontrados en la roca caliza a lo largo del río Iowa. En 1864 Louis Agassiz, un zoólogo de la Universidad de Harvard, dio una charla en la Universidad de Iowa titulado “The Coral Reefs of Iowa City” (“Los Arrecifes de Coral de Iowa”). Durante la charla, presentó muestras locales del coral fosilizado del periodo Devónico. La charla fue un éxito, lo que hizo crecer el interés del público acerca de los fósiles locales. En 1866, más corales fueron descubiertos en el yacimiento de un nuevo molino, lo que inspiró a la población a llamar a aquel pequeño asentamiento “Coralville” (Villa de Coral). El primer molino de agua de Coralville fue construido en 1844, y en los años siguientes varios molinos fueron mecanizados mediante diques de retención a lo largo del río Iowa, aunque todos ellos fueron inhabilitados en 1900 a excepción de un sistema hidroeléctrico de poca altura que se mantuvo funcionando hasta mediados del siglo XX.
Coralville también es el lugar donde unos 1.300 inmigrantes mormones acamparon en 1856 después de haber viajado hacia el oeste siguiendo la línea ferroviaria en dirección a la Ciudad de Iowa. Cabe mencionar que dicha línea era la más occidental de la época. Construyeron carretillas hechas de madera indígena durante su acampada, lo cual permitió que un adulto pudiera arrastrar una carga de unos 270-320 kilos y abarcar unos 24 kilómetros por día a pie en su continua travesía hacia Salt Lake City (Ciudad del Lago Salado). Un marcador histórico conmemorando la brigada de los Mormones fue fundada en 1936 por la Sociedad de Iowa DAR (Iowa Society DAR), donde contaban con la presencia de los miembros de la asociación Capítulo de Peregrinos (Pilgrim Chapter). Originalmente puesto al sur de la 5.ª Calle (5th Street) y al oeste de la 10.ª Calle (10th Street), fue trasladada en 1998 al Parque de S. T. Morrison (S. T. Morrison Park) y dedicado a Nathaniel Fellows Chapter, colocado cerca de la entrada y del estanque. Hoy en día, el Parque de Carretillas Mormonas (Mormon Handcart Park) y la Reserva Natural (Nature Preserve) conmemoran el yacimiento. También hay una calle, nombrada Bulevar de la Caminata de los Mormones (Mormon Trek Blvd), en honor a los Mormones que pasaron por esa zona.
Después de la Segunda Guerra Mundial, Coralville comenzó a expandirse debido a la gran cantidad de estudiantes universitarios que llegaban para construir su hogar. En 1940 contaba con 433 personas, pero para el año 1970 la población había aumentado hasta llegar a los 6.130 habitantes. La construcción de la carretera Interestatal 80 (Interstate 80) en los años 60 trajo numerosos moteles, restaurantes de comida rápida y gasolineras a Coralville. 
A mediados de los años 60, el distrito escolar independiente de Coralville fue anexionado al Distrito Escolar Comunitario de la Ciudad de Iowa (Iowa City Community School District). Los alumnos de secundaria y bachillerato debían tomar el autobús diariamente para ir a Iowa City. Los alumnos de primaria iban al Colegio de Primaria Central (Central Elementary School). Dándole a la ciudad su segunda escuela, el colegio de primaria de Kirkwood se abrió en otoño de 1964. Además, en otoño de 1968, se abrió el West High School para todos los alumnos de bachillerato de Coralville. En 1971 el distrito construyó el Northwest Junior High justo al sur de Kirkwood Elementary, que pasó a incorporar a alumnos de más edad que vivían al lado oeste del río Iowa. Por último, en 1997 fue abierta la Wickham Elementary School.
En 1958 la Corporación Ingeniera Estadounidense del Ejército (United States Army Corps of Engineers) completó la presa que recorre el río Iowa 6 km al norte de la ciudad, creando así el Lago de Coralville (Coralville Lake). A excepción de la Gran Inundación en 1993 (Great Flood of 1993) y la Gran Inundación de Iowa en 2008 (Great Iowa flood of 2008), la presa ha prevenido inundaciones graves en la ciudad. Desde junio hasta agosto de 1993, las tres conexiones principales de transporte entre Coralville y Iowa City fueron sumergidas. El impacto económico que sufrió ese año fue severo, pero la ciudad se recuperó por completo al cabo de dos años. La inundación en 2008 demostró ser más costoso ya que el río Iowa sobrepasó el récord máximo de 1993 de unos 9,6 m.
La Primera Iglesia Metódica de Coralville se construyó en 1963 diseñado por el arquitecto Thomas Patrick Reilly de Crites & McConnell, 860 17th Street S.E, Cedar Rapids, Iowa 52403.
El 29 de julio de 1998, el Centro Comercial Coral Ridge (Coral Ridge Mall) fue inaugurado con más de 100 tiendas, pasando a ser el centro comercial más grande del estado. Alrededor de esa época se creó un “centro de la ciudad” hecho a lo largo del U.S. Route 6. La apertura de Coral Ridge Mall hizo posible un avance económico y el desarrollo de grandes tiendas como Wal-Mart y Kohl's. Esto ayudó a incrementar las ventas imponibles en Coralville de 132,09 millones de euros en 1996 a 468,05 millones de euros en 2006.
Coralville también es el lugar donde está el Memorial de Bomberos de Iowa.

## Geografía
Coralville está localizado en Johnson County, con coordenadas 41°41′18″N 91°35′12″W (41.688215, -91.586764). 
Según la Oficina del Censo de los Estados Unidos, la localidad tiene un área total de 31,2 km², de los cuales 31,1 km² corresponden a tierra firme y el restante 0,1 km² a agua, que representa el 0,32% de la superficie total de la localidad. 
El río Iowa discurre por la orilla este de Coralville y forma parte de la frontera con Iowa City. La Interestatal 80 discurre desde el este hasta el oeste pasando por Coralville y la mayoría de las nuevas subdivisiones de las nuevas viviendas se encuentran al norte de la I-80. La autovía U.S. Highway 6 recorre el sur de la frontera de Coralville, mientras que la I-380, la autovía Highway 218 y autovía Iowa Highway 27 (Avenida de los Santos) pasan por la frontera este de la ciudad. El intercambio de cloverleaf de I-80 y I-380/U. S. 210/Iowa 27 divide los límites entre la ciudad de Coralville y la de Tiffin, después de anexiones recientes.

## Demografía

### Censo de 2010
Según el censo de 2010, había 18.907 personas residiendo en la localidad. La densidad de población era de 605,99 hab./km². Había 8310 viviendas con una densidad media de 266,35 viviendas/km². El 79,41% de los habitantes eran blancos, el 7,89% afroamericanos, el 0,31% amerindios, el 7,76% asiáticos, el 0,06% isleños del Pacífico, el 1,98% de otras razas, y el 2,58% pertenecía a dos o más razas. El 5,06% de la población eran hispanos o latinos de cualquier raza.
Había 7.763 familias de las cuales 29,4% tuvieron hijos menores de 18 años viviendo con ellos, 42,8% eran parejas casadas compartiendo vivienda, 8,5% eran mujeres sin pareja, 3,2% eran hombres sin pareja  y 45,5% no eran familias. 33,0% de las viviendas estaban constituidas por individuos y el 5% eran personas de 65 años o más viviendo solos. El promedio de habitantes en un casa era de 2,29 y el promedio en una familia de 3,01.
La edad media en la ciudad era de unos 31,6 años. 22,3% de habitantes eran menores de edad; 11,6% entre los 18 y 24 años; 36,5% desde los 25 hasta los 44; 22,2% de 45 a 64; y 7,5% 65 o más. La composición por género era de 51,5% hombres y 48,5% mujeres.

### Censo de 2000
Según el censo de 2000, había 15.123 personas, 6.467 casas, y 3.317 familias que residían en la ciudad. La densidad de población era de 573.0 personas por km². Había 6.754 unidades de alojamiento en una densidad media de 255.9/km². La distribución por razas de la ciudad era 86,97% blancos, 4,23% afroamericanos, 0,34% amerindios, 5,20% asiáticos, 0,06% isleños del Pacífico, 1,07% de otras razas, y 2,14% de dos o más razas. Hispánicos o latinos de cualquier raza constituían el 3,04% de la población.
Había 6.467 casas de las cuales el 28,1% incluían hijos menores de edad viviendo con ellos, 40,3% eran parejas casadas, 8,1% mujeres viviendo solas y 48,7% no eran familias. El 34,9% de todas las casas estaban constituidas únicamente por individuos y un 4,3% lo constituían personas de 65 años o más. El promedio de habitantes en un casa era de 2,21 y el promedio en una familia de 2,96.
El 21,9% de la población tiene menos de 18 años, el 15,2% tiene entre 18 y 24 años, el 40,9% tiene entre 25 y 44 años, el 16,4% entre 45 y 64 años y el 5,5% tiene 65 años o más. La mediana de edad fue de 30 años. Para cada 100 mujeres, había 104.2 varones. Por cada 100 mujeres de 18 años en adelante, había 105.6 hombres.
El ingreso medio para un hogar en la ciudad fue de $38.080 y el ingreso medio para una familia fue de $57.869. Los hombres tenían un ingreso medio de $35,288 frente a $30,356 para las mujeres. El ingreso per cápita de la ciudad fue de $23.283. Aproximadamente el 6.1% de familias y el 10.1% de la población estaban por debajo del umbral de la pobreza, incluyendo el 9.5% de aquellos por debajo de los 18 y el 3.2% de aquellos de 65 años o más.

## Medios de comunicación
Coralville tiene una estación FM de baja potencia con licencia, KOUR-LP a 92.7 FM. KCJJ 1630 AM, el cual tiene licencia para Iowa City. Comenzó a transmitir desde los estudios en Iowa River Landing de Coralville en 2007.
Coralville y Johnson County son parte del mercado de medios de Cedar Rapids. Mediacom es el proveedor de televisión por cable de la ciudad.